# Morozovsk
Morozovsk (rusky Морозовск) je město v Rostovské oblasti v Rusku, ležící na řece Bystraje (levý přítok Severního Doňce), 265 km severovýchodně od Rostova na Donu.

## Historie
V místě dnešního města byl v 80. letech 19. století založen chutor (vesnice) Morozovskaja. V roce 1910 byla v blízkosti vesnice postavena železniční stanice Taubevskaja, pojmenovaná podle atamana von Taubeho, a u ní vznikla kozácká vesnice. Od 24. dubna 1917 se stanice jmenuje Morozovskaja. Později se vesnice rozrostly a spojily. Výsledné osídlení získalo současné jméno a statut města v roce 1941.

## Obyvatelstvo
Vývoj počtu obyvatel podle posledních sčítání lidu udává graf níže.

## Letecká základna
Asi 5 kilometrů jihozápadně od města se nachází letecká základna ruského letectva.
Ukrajinské bezpečnostní služby SBU a HUR informovaly 5. dubna 2024 o provedení rozsáhlého dronového úderů na toto letiště, které Rusko využívá k agresi proti Ukrajině prostřednictvím bombardérů Su-34 a stíhaček Su-27. Během akce mělo být podle SBU nejméně šest letounů zničeno a dalších osm značně poškozeno, dále prý zemřelo či utrpělo zranění kolem dvaceti vojáků. Dne 3. srpna 2024 podnikli Ukrajinci další útok na leteckou základnu, byly zaznamenány zásahy muničních skladů, kde byly uloženy řízené letecké pumy.